# Fàbriques de sabó de la Sagrera
Al segle XIX la industrialització a la ciutat de Barcelona, amb la proliferació de noves fàbriques, produí canvis urbanístics i socials, no només a la ciutat sinó també a les viles del voltant. I així, ja abans de l'enderrocament de les muralles se'n van traslladar fora algunes.
Un exemple seria a La Sagrera, llavors al municipi de Sant Martí de Provençals, on el sabó fou una indústria important, entre finals del segle XIX i el 1970.
A Barcelona, durant la primera meitat del segle XIX, es va produir un augment molt important del nombre de fàbriques i a la vegada, d'habitatges pels treballadors que aquestes atreien.
Barcelona encara estava closa dins les muralles, cosa que suposava una saturació urbanística per la manca d'espai per créixer. A més, calia afegir els riscos del fum de les xemeneies de les fàbriques com a resultat de la combustió del carbó, i els accidents que es produïen per l'explosió de calderes de vapor.
Les fàbriques van començar a desplaçar-se fora muralles, als municipis dels voltants, situats a l'anomenat Pla de Barcelona. Aquí disposaven de més espai a preus més baixos, aigua i normatives més laxes.
Al municipi de Sant Martí de Provençals, del qual formava part l’actual barri de la Sagrera, es van establir moltes fàbriques fins a convertir-se en el segon nucli  industrial de Catalunya. Les indústries de sabó i afins estaven situades a la zona de la Sagrera.
N'hi havia una mitja dotzena de fàbriques. Les més antigues eren les de Francisco Juan Juny (carrer Sagrera 2), J. Vilasalo i Jaumot (fàbrica al carrer Pacífic 2 bis i despatx al carrer Sagrera 110-114), Viuda de Ferré e Hijos (carrer Sagrera 122-124), Martín Urpí que més endavant passà a ser de Barangé e Hijos (carrer Sagrera 154), i Benito Ferrer (carrer Sagrera 225-227).

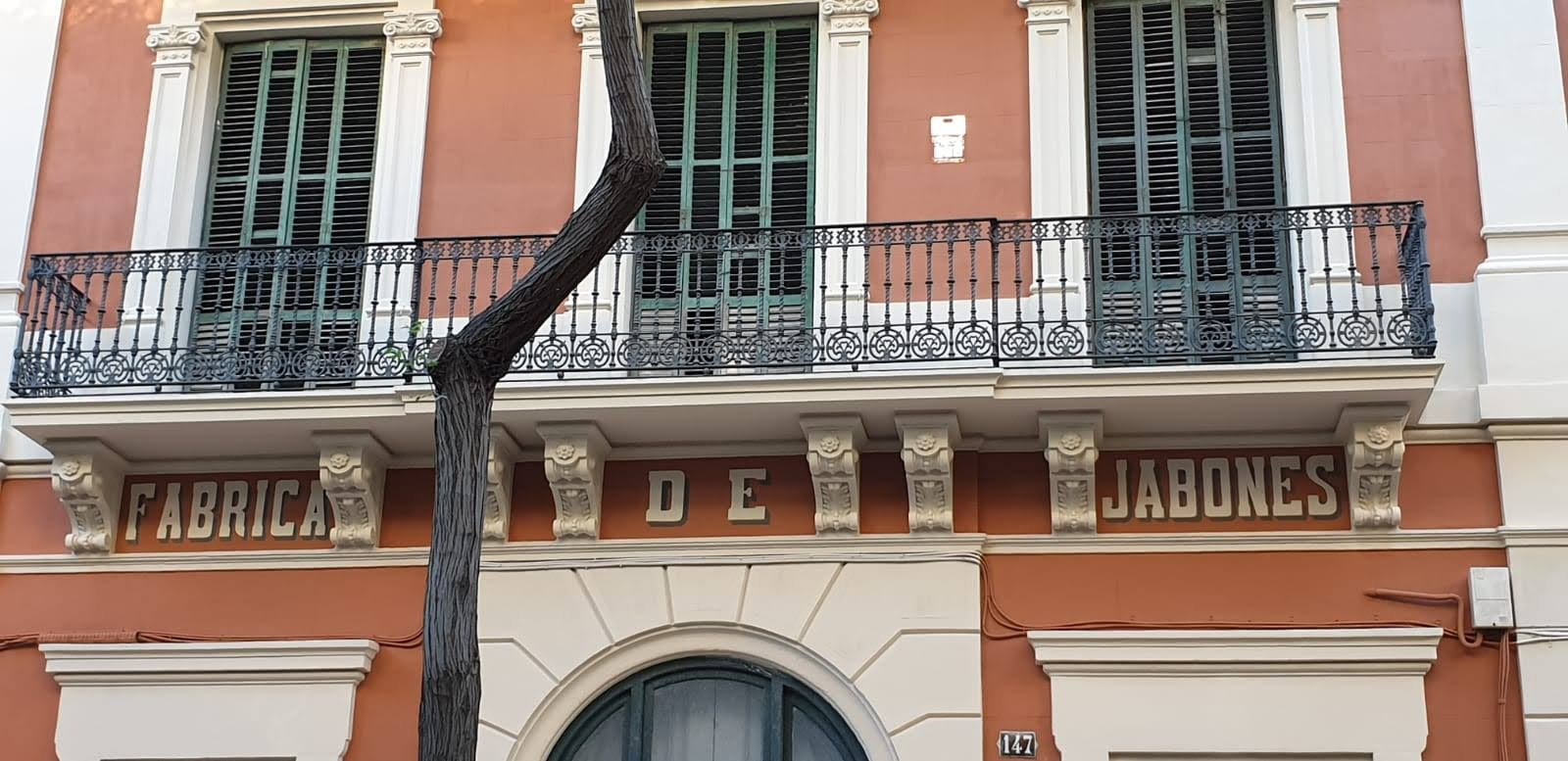
Detall façana fàbrica de Sabons Elefante Blanco al barri de La Sagrera de Barcelona

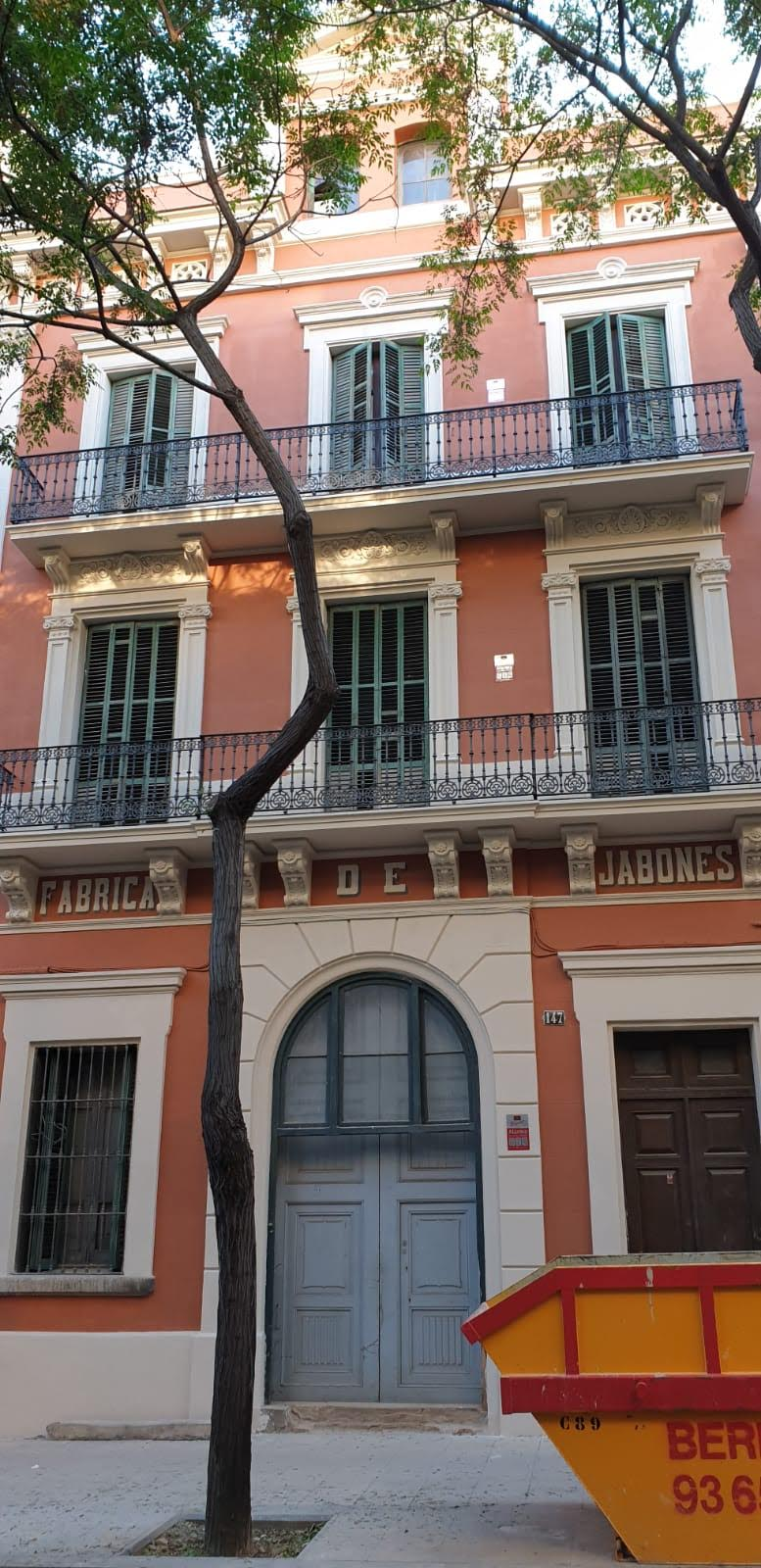
Façana edifici del carrer de La Sagrera número 147, antiga fàbrica de Sabons Elefante Blanco

La fàbrica de sabó de Benito Ferrer estava ubicada en els números 145-147 (abans 225-227) del carrer de la Sagrera. Va ser fundada el 1899 per Benet Ferrer Xiró. En ella s'elaboraven els sabons de les marques la Pipa, Amarillo O, Amarillo R i Elefante Blanco. La seva façana  va ser restaurada l'any 2020  i en ella es pot veure el rètol original.